# Jeroen Soer
Jeroen Soer (Dordrecht, 10 maart 1956 – Amsterdam, 21 januari 2012) was een Nederlands radio diskjockey en radiodirecteur.
Soer begon onder het pseudoniem Jeroen Woelwater zijn loopbaan bij Radio Caroline. In 1979 stapte hij over naar de KRO op Hilversum 3. Later presenteerde hij vanaf 4 oktober 1983 t/m eind mei 1986 op Hilversum 3 en vanaf 3 december 1985 op Radio 3 voor de VARA de Verrukkelijke 15. Vanaf donderdag 5 juni 1986 presenteerde hij voor de TROS op de befaamde TROS donderdag op Radio 3 tussen 14:00 en 18:00 uur samen met Ferry Maat de Nationale Hitparade, als opvolger van de naar Veronica teruggekeerde Erik de Zwart. 
In de zomer van 1987 richtte hij het commerciële radiostation Radio 10 op en vertrok bij de TROS én Radio 3. Hij omzeilde het Nederlandse verbod op commerciële radiozenders door de in Amsterdam gemaakte programma's via een satelliet naar Italië te sturen. Vanuit Italië werd het signaal naar de Nederlandse kabelnetten gestuurd. (De zogenaamde "U-bocht constructie").
Na de overname van Radio 10 door Arcade Music van Herman Heinsbroek in 1990, werd Soer de directeur van de Arcade Media Groep. Radio 10, dat tot dan toe moeizaam draaide, werd door Soer en Heinsbroek omgevormd tot Radio 10 Gold; een zender met gouwe ouwe-muziek, door Soer 'doelgroepradio' genoemd. Onder de Arcade Mediagroep vielen tevens de radiozenders Power FM, Concert Radio en Love Radio en de televisiestations TV10 en de The Music Factory. In 1996 vertrok Soer bij Arcade.
Soer was nadien directeur bij Radio Nationaal, Omroep West en het internetreclamebureau adMaster. Van 2003 tot 2004 was hij programmadirecteur bij de VARA. Vanaf 2006 was hij diskjockey bij KX Radio en had hij een eigen mediabedrijf.
Soer overleed in de nacht van vrijdag 20 op zaterdag 21 januari 2012 op 55-jarige leeftijd aan een hartaanval.